# Chavagnes-les-Redoux
Chavagnes-les-Redoux è un comune francese di 810 abitanti situato nel dipartimento della Vandea nella regione dei Paesi della Loira.

## Società

### Evoluzione demografica
Abitanti censiti